# Сорокино (Пермский край)
Сорокино — деревня в Октябрьском городском округе Пермского края России.

## История
Известна с 1904 года. До 2019 года входила в состав ныне упразднённого Октябрьское городского поселения Октябрьского района.

## География
Деревня находится в юго-восточной части края, в пределах Уфимского плоскогорья, на левом берегу реки Сарс, на расстоянии приблизительно 10 километров (по прямой) к юго-юго-западу (SSW) от посёлка городского типа Октябрьский, административного центра округа. Абсолютная высота — 266 метров над уровнем моря.

### Климат
Климат характеризуется как умеренно континентальный, с холодной продолжительной снежной зимой и коротким тёплым летом. Среднегодовая температура воздуха — +0,3 °C. Средняя температура воздуха самого холодного месяца (января) — −16,3 °C (абсолютный минимум — −49 °C); самого тёплого месяца (июля) — +16,5 °C (абсолютный максимум — +37 °C). Среднегодовое количество осадков составляет около 600 миллиметров, из которых большая часть выпадает в тёплый период. Снежный покров держится в течение 160—170 дней.

## Население
| 2010 |
| ---- |
| 82   |

Половой состав
По данным Всероссийской переписи населения 2010 года в половой структуре населения мужчины составляли 51,2 %, женщины — соответственно 48,8 %.
Национальный состав
Согласно результатам переписи 2002 года, в национальной структуре населения татары составляли 91 % из 120 чел.